# Zenji
Pour le jeu vidéo, voir Zenji (jeu vidéo).
Zenji (« maître zen » en japonais) est un titre honorifique accordé à un religieux et plus particulièrement à un grand maître du bouddhisme zen, souvent à titre posthume. Il peut également désigner tout moine de l'école du dhyāna. Le premier grand religieux à avoir reçu officiellement ce titre serait Shenxiu, appelé Daitsū zenji.
Dès la période Nara, le terme Zenji apparaît dans les premiers écrits. Il désigne principalement les praticiens des rituels bouddhistes qui n'ont pas été autorisés ou officiellement ordonnés par le gouvernement impérial. On trouve généralement ces pratiquants dans les régions montagneuses et sauvages où ils s'adonnent à des pratiques ascétiques, à la méditation et à la récitation. On croyait que les pratiquants acquéraient des pouvoirs importants mais ambivalents grâce à ces rituels.

## Autres exemples
Dōgen Zenji (1200-1253), était un maître du bouddhisme zen japonais qui a transmis l'école Chan de l'Empire de Chine au Japon.
Eisai Zenji (1141-1215), était un prêtre bouddhiste japonais qui a apporté l'école Rinzai du bouddhisme zen et le thé de Chine au Japon.
Le titre honorifique posthume de Daikaku Lanxi Daolong (1213-1278) est Daikaku Zenji. Il a largement contribué à établir le zen au Japon en tant qu'école indépendante.
Hakuin Zenji (1686-1769), est considéré comme le père du Rinzai-shū moderne.